# Waldau (Vohenstrauß)
Waldau ist ein Gemeindeteil von Vohenstrauß und eine Gemarkung im Landkreis Neustadt an der Waldnaab in der Oberpfalz.

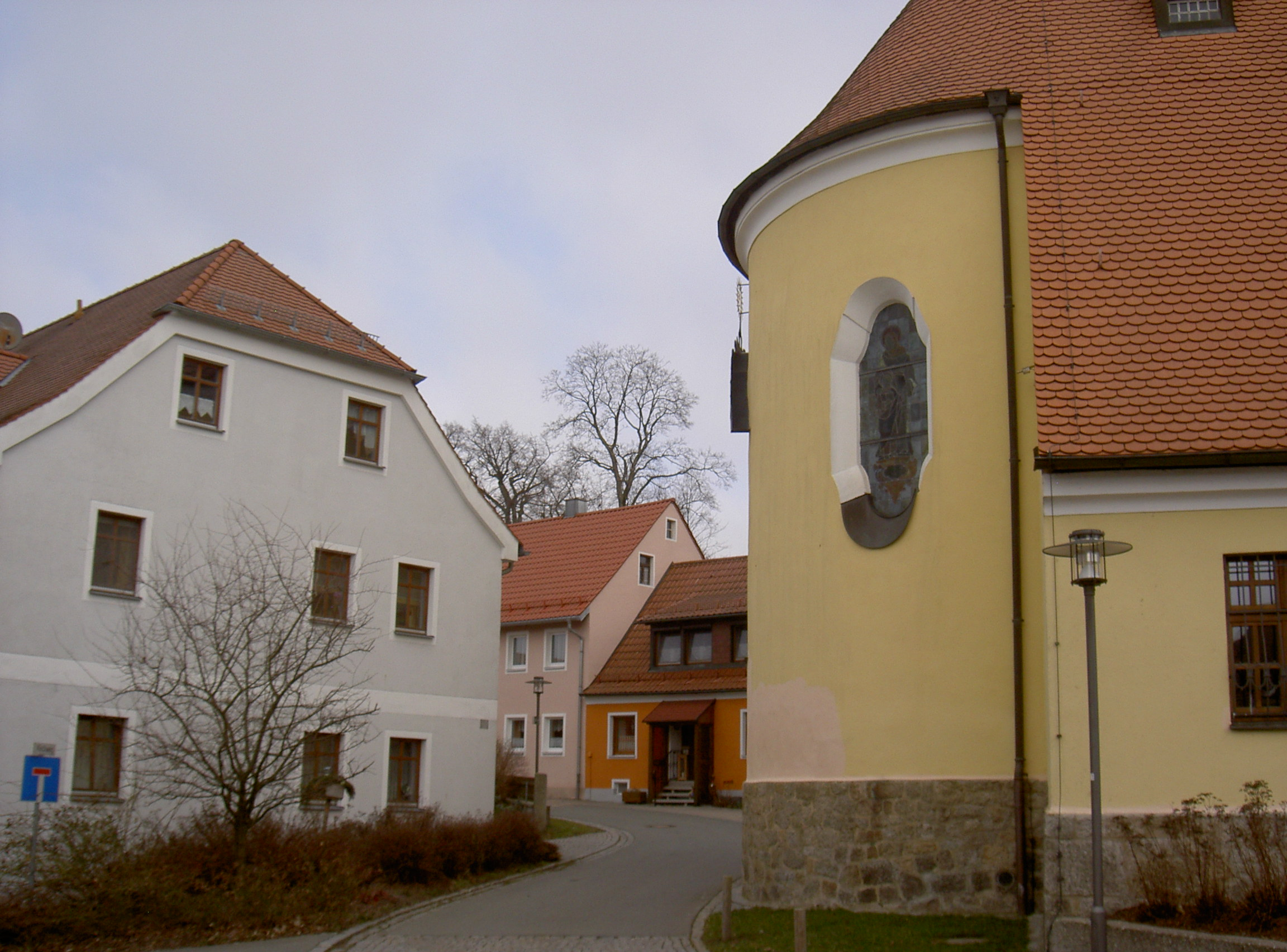
Häuser hinter der Kirche

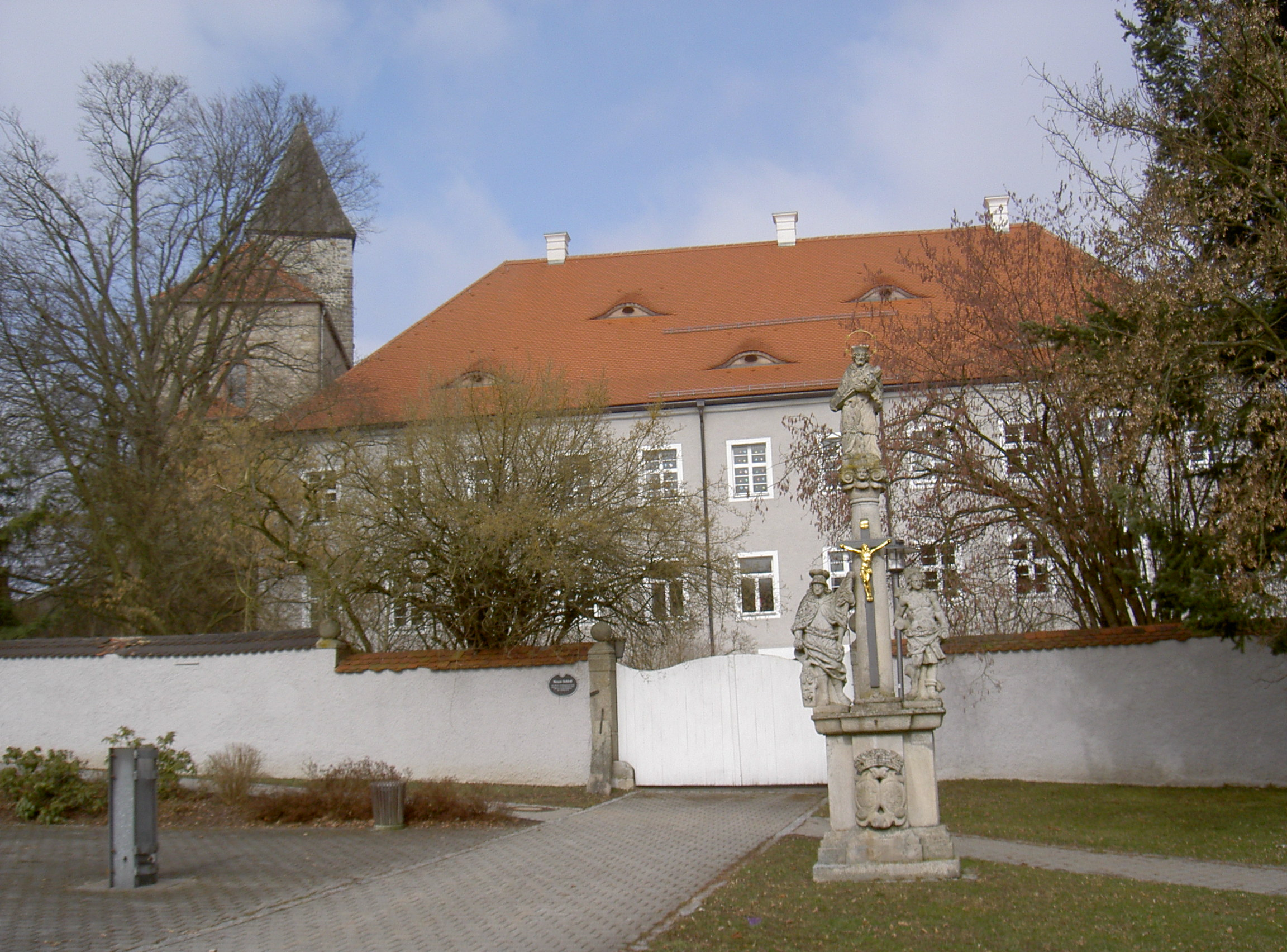
Figurengruppe mit Burg und neuem Schloss im Hintergrund

## Geographie
Das Kirchdorf Waldau mit etwa 600 Einwohnern liegt auf freier Flur, etwa 3 km nordwestlich von Vohenstrauß südwestlich der Staatsstraße 2166 und nördlich der Kreisstraße NEW 23.
Die Gemarkung Waldau liegt vollständig auf dem Gebiet der Stadt Vohenstrauß und hat eine Fläche von 1315,3 Hektar. Auf ihr liegen folgende Gemeindeteile der Stadt Vohenstrauß: Erpetshof, Iltismühle, Neumühle, Trasgschieß, Waldau, Zeßmannsrieth und Zieglmühle.

## Geschichte
In Waldau, das zum bayerischen Nordgau gehörte, befindet sich die aus dem 13. Jahrhundert stammende Burg Waldau. Erbauer und erster Besitzer der Höhenburg war das Ministerialengeschlecht der Waldauer, das auch die Burg Schellenberg errichtete. Nach dem Aussterben der Waldauer 1545 erwarben die Wirsberger die Anlage. In den folgenden Jahrhunderten hatte die Burg wechselnde Besitzer. In der zweiten Hälfte des 17. Jahrhunderts wurde das Neue Schloss errichtet, nachdem Teile der Burg baufällig geworden waren. Im 18. Jahrhundert wurden der Bergfried und angrenzende Gebäude als Ortskirche umfunktioniert. 1912 wurde die  Johannes–von–Nepomuk–Kirche erbaut, seither wird die Burg nicht mehr als Kirche genutzt.
Mit der Bildung der Steuerdistrikte im Jahr 1808 wurde Waldau ein Steuerdistrikt. Zu diesem gehörten die Dörfer Erpetshof, Trasgschieß, Waldau und Zeßmannsrieth und die Einöden Abdeckerei, Iltismühle, Neumühle und Zieglmühle.
1809 bildete die Herrschaft Waldau ein Patrimonialgericht. Ihre Inhaber waren die Freiherrn von Lilien. Sie hatte 130 Hintersassen und umfasste einen gemischten Bezirk mit den Ortschaften Altenstadt, Arnmühle, Braunetsrieth, Erpetshof, Iltismühle, Kößlmühle, Matzlesrieth, Neumühle, Obernankau, Trasgschieß, Trauschendorf, Zeßmannsrieth, Zieglmühle und Waldau.
Zur mittelbaren patrimonialgerichtischen Ruralgemeinde Waldau gehörten 1821 die Dörfer Waldau mit 59 Familien, Erpetshof mit 9 Familien und Zeßmannsrieth mit 13 Familien, der Weiler Trasgschieß mit 5 Familien, die Einöden Arnmühle mit einer Familie, Iltismühle mit 3 Familien, Neumühle mit 3 Familien und Zieglmühle mit 5 Familien.
Am 1. Januar 1968 wurde Waldau Teil des Standesamtsbezirkes Vohenstrauß.
Bis zur Gemeindegebietsreform war Waldau eine selbständige Gemeinde im Landkreis Vohenstrauß mit den Ortsteilen Erpetshof, Iltismühle, Neumühle, Trasgschieß, Zeßmannsrieth und Zieglmühle. Am 1. Januar 1972 wurde sie in die damalige Kreisstadt Vohenstrauß eingegliedert.
Im Wappen von Waldau ist ein weißer Turm auf rotem Grund abgebildet.

## Infrastruktur
Waldau verfügt über drei Getränkemärkte. Das Dorf hat einen guten Verkehrsanschluss. Mit dem Bus nach Vohenstrauß sind es etwa vier Minuten. Zur nächsten größeren Stadt Weiden braucht der Bus etwa 15 bis 20 Minuten. Der Haltepunkt Waldau (Oberpf) an der ehemaligen Bahnstrecke Neustadt (Waldnaab)–Eslarn ist stillgelegt.
Im Ort gibt es den Sportverein, die Pferdefreunde, die Freiwillige Feuerwehr, den Männerverein und die Landjugend.